# Sonnet de Ronsard (Dukas)
Sonnet de Ronsard est une mélodie pour voix et piano de Paul Dukas composée en 1924 sur un poème de Pierre de Ronsard.

## Présentation
Sonnet de Ronsard est une mélodie pour voix et piano sur un mouvement de sarabande, « courtois et noblement mélancolique », d'après un sonnet des Amours de Pierre de Ronsard, « Ha ! Bel accueil, que ta douce parole... ». La partition, « seule de son espèce chez un compositeur sceptique quant à la nécessité de revêtir un poème de musique », constitue la dernière composition du catalogue de Dukas.
L’œuvre, d'une durée moyenne d'exécution de trois minutes environ, est composée en mars 1924 et intégrée en mai de la même année dans l'ouvrage collectif Tombeau de Ronsard, publié par La Revue musicale à l'occasion du 400e anniversaire de la naissance du poète. La partition est également publiée séparément par Durand.
Sonnet de Ronsard est créé le 15 mai 1924 à Paris, au théâtre du Vieux-Colombier, en compagnie des autres mélodies expressément composées pour le Tombeau de Ronsard,. Le concert réunissait notamment les cantatrices Claire Croiza et Ninon Vallin et le pianiste Daniel Ericourt,.

## Analyse

### Texte
Le texte de la mélodie est une variante de celui inclus par Ronsard dans le premier livre des Amours, Les Amours de Cassandre, sonnet CLXV dans l'édition de 1552 et CLXIX dans l'édition définitive de 1584.
C'est un arrangement d'une version réalisée par Marc-Antoine de Muret d'un extrait du Roman de la Rose :
Ah ! Bel accueil, que ta douce parole

Vint traistrement ma jeunesse offenser

Quand au premier tu la menas danser

Dans le Verger l'amoureuse carole.

Amour adonc me mit à son escolle,

Ayant pour maistre un peu sage penser

Qui dès le jour me mena commencer

Le chapelet de la danse plus folle.

Depuis cinq ans dedans ce beau verger

Je vais balant avecque Faux Danger,

Sous la chanson d'Allégez-moi, [Allégez-moi,] Madame.

La tabourin se nomme Fol Plaisir

La flûte, Erreur, le rebec Vain Désir

Et les Cinq Pas la perte de mon âme.
— Ronsard

### Mélodie
La mélodie, écrite dans un « Mouvement de Sarabande », mêle « subtilement archaïsme et modernité ». De structure Durchkomponiert, l'œuvre peut néanmoins être divisée en deux parties de longueurs égales séparées par le retour partiel avant les tercets (« Depuis cinq ans dedans ce beau verger... ») du prélude initial au piano de huit mesures. 
La partition est en fa mineur modalisé et parsemé de chromatismes, composée dans un ambitus vocal restreint, d'une octave augmentée : ré 3-ré 4. L'écriture musicale use d'enharmonies, de fausses relations, de quintes parallèles et de cadences modales, notamment. 
La déclamation, principalement syllabique, « recto-tono ou resserrée à l'intérieur de petits intervalles dans les deux parties extrêmes », s'élargit cependant lors de l'évocation dans le texte de la danse ou de la chanson à six voix Allégez-moi, Madame de Josquin des Prés, « discrètement érotique ». 
L'accompagnement au piano évoque avec une courte formule de doubles croches en divers endroits, par madrigalisme, les références dans le texte à la danse, à la chanson Allégez-moi et aux instruments de musique cités dans le second tercet : tambourin, flûte et rebec. Le tambourin est par exemple figuré par une pédale de tonique (fa) répétée durant onze mesures. 
Le musicologue Gilles Thiéblot relève que « c'est sur cette dernière bouffée, à la voix, du madrigalisme, accompagné de la cadence plagale majorisée que se referme, en demi-teinte, le mince catalogue des œuvres publiées de Dukas ».